# Markus Sinn
Markus Sinn (* 2. Februar 1979) ist ein deutscher Fußballschiedsrichter und Schiedsrichterassistent.

## Karriere
Sinn lebt in Filderstadt und ist seit 1994 Schiedsrichter, aktuell für die Spvgg Stuttgart-Ost. Nachdem er ab 2002 als Schiedsrichterassistent in der 2. Bundesliga amtiert hatte, stieg er 2010 im Team von Markus Wingenbach in die Bundesliga auf. Im Jahr 2012 kam er bei der Begegnung Frankreich gegen Serbien zu seinem ersten Länderspieleinsatz. Von 2013 bis 2021 war er im Gespann von Manuel Gräfe und leitete in dieser Zeit unter anderem viermal die Begegnung FC Bayern München gegen Borussia Dortmund.
Nach Gräfes Karriereende wechselte er zur Saison 2021/22 in das Team von Deniz Aytekin und kam neben Spielen in der UEFA Europa League bei der Begegnung Benfica Lissabon gegen Dynamo Kiew erstmals auch in der UEFA Champions League zum Einsatz.